# Córrego Itaquiraí
O Córrego Itaquiraí é um rio que banha o estado de Mato Grosso do Sul, no Brasil.

## Etimologia
"Itaquiraí" é um nome de origem tupi que significa "rio da pedra dormente", através da junção de itá (pedra), kera (dormente) e  'y (rio).